# Оппозиционная платформа — За жизнь
«Оппозиционная платформа — За жизнь», сокращённо ОПЗЖ (укр. «Опозиційна платформа — За життя»; с 2016 по 2018 год — «За жизнь»; с 1999 по 2016 год — Всеукраи́нское объедине́ние «Центр», укр. Всеукраїнське об'єднання «Центр») — бывшая украинская социал-демократическая  политическая партия пророссийской ориентации.
Была зарегистрирована Министерством юстиции Украины 9 декабря 1999 года как «Всеукраинское объединение „Центр“». В июле 2016 года партия была переименована в «За жизнь». 13 декабря 2018 года на съезде партии было объявлено о переименовании в «Оппозиционная платформа — За жизнь».
19 марта 2022 года Советом национальной безопасности и обороны Украины на время военного положения деятельность данной политической партии приостановлена.
20 июня 2022 года на Украине решением суда деятельность партии запрещена.

## История

### Всеукраинское объединение «Центр»
На парламентских выборах 2002 участвовала в коалиции с партией «Народное движение Украины за единство». В многомандатном округе был зарегистрирован список из 104 кандидатов, в одномандатных округах был зарегистрирован 101 кандидат. По результатам выборов блок получил 41 тыс. 730 голосов (0,16 %), заняв 24 место среди 33 участников.
В октябре 2004 года председателем партии был избран Степан Гавриш.
На прошедших 26 марта 2006 года одновременно парламентских и местных выборах на Украине «Центр» участвовала в составе «Оппозиционного блока „Не так!“», имея 3 % общего списка. На выборах в парламент в первой десятке списка блока партию «Центр» представлял шедший седьмым номером Степан Гавриш.
В 2007 году Гавриш сложил с себя полномочия председателя партии; и. о. председателя стал его заместитель, бывший лидер партии Виктор Головко.
На внеочередных парламентских выборах на Украине 2007 года «Центр» участвовала в составе избирательного блока «КУЧМА».
20 мая 2014 года лидером партии был избран Вадим Рабинович. 15 сентября того же года объединилась с партиями «Новая политика», «Государственный нейтралитет», «Украина — Вперёд!», «Трудовая Украина» и «Партией развития Украины» в «Оппозиционный блок».

### «За жизнь»
13 мая 2016 года партия объявила о выходе из «Оппозиционного блока». Данное решение было принято на партийном съезде, прошедшем 12 мая. 26 июля 2016 года Евгений Мураев вместе с Вадимом Рабиновичем переименовали партию «Центр» в партию «За жизнь».
В сентябре 2018 года Мураев ушёл из партии и через 5 дней создал новую партию «Наши».
28 июля 2018 года лидер общественного движения «Украинский выбор» Виктор Медведчук вступил в партию «За жизнь», а 5 ноября того же года был избран главой политсовета партии.

### «Оппозиционная платформа — За жизнь»

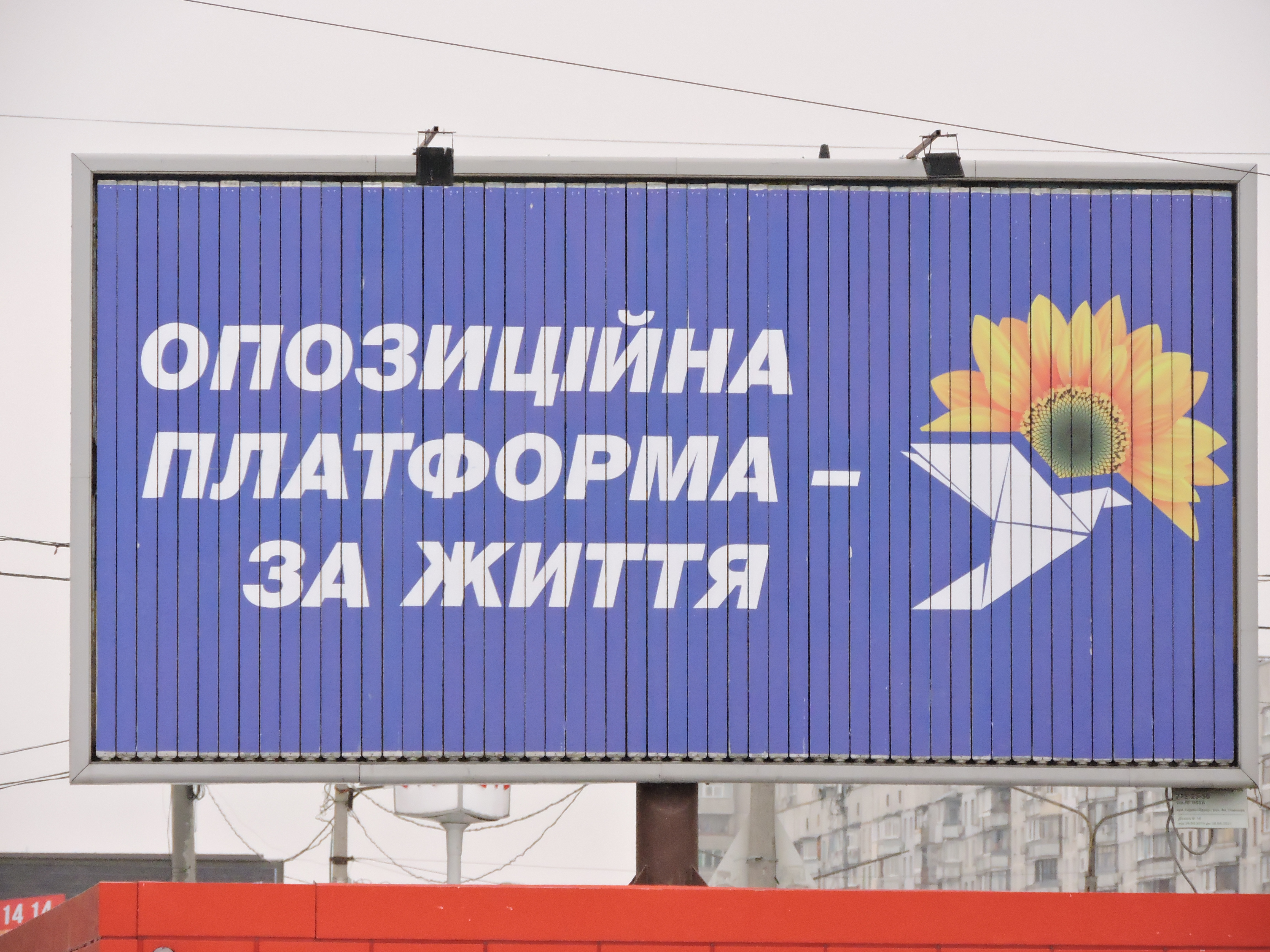
Билборд «Оппозиционной платформы — За жизнь» на Салтовке, Харьков

9 ноября 2018 года сопредседатель «Оппозиционного блока» Юрий Бойко и лидер партии «За жизнь» Вадим Рабинович подписали соглашение о сотрудничестве на президентских и парламентских выборах 2019 года. Была создана объединённая «Оппозиционная платформа — За жизнь». В этот же день другие лидеры «Оппоблока» Вадим Новинский и Борис Колесников заявили, что соглашение было «личной инициативой» Бойко и «Оппозиционный блок» не принимал никаких решений о сотрудничестве с «За жизнь».
«Партия развития Украины» (часть «Оппозиционного блока») присоединилась к «Оппозиционной платформе — За жизнь» 17 ноября 2018 года. В этот же день партия выдвинула Юрия Бойко в качестве своего кандидата в президенты на выборах 2019 года.
После того как Бойко был исключён из «Оппоблока» (из-за «предательства интересов своих избирателей»), 20 ноября 2018 года он анонсировал создание новой парламентской группы «Оппозиционная платформа — За жизнь». По его словам, часть «Оппозиционного блока» должна присоединиться к этой группе, и заявил, что «у нас есть несколько предложений от депутатов, принадлежащих к другим группам».
Накануне выборов Президента Украины Юрий Бойко и Виктор Медведчук посетили Москву, где провели встречу с премьер-министром России Дмитрием Медведевым и главой «Газпрома» Алексеем Миллером. Темой встречи стало продление договора о транспорте российского газа через территорию Украины. Уже после президентских выборов Бойко и Медведчук посетили Международный экономический форум в Санкт-Петербурге, где провели аналогичные переговоры.
Визиты лидеров партии в Россию вызвали бурную реакцию среди украинских политиков и правоохранительных органов. Президент Пётр Порошенко заявил, что «они [Бойко и Медведчук] обсуждают повесить снова Украину на российскую газовую иголку». Генпрокуратура и Служба безопасности Украины пообещали возбудить уголовное дело. На президентских выборах кандидат от партии Юрий Бойко занял 4-е место, получив поддержку 11,67 % избирателей (2 206 216 голосов).

Электоральная поддержка «Оппозиционной платформы — За жизнь» на парламентских выборах 2019 года по общегосударственному многомандатному округу

10 июля 2019 года лидеры партии — Юрий Бойко, Виктор Медведчук и Вадим Рабинович — вновь посетили Москву, где провели конференцию с партией «Единая Россия», на которой присутствовали Дмитрий Медведев и Борис Грызлов. Темой конференции стало стремление к возобновлению диалога между российскими и украинскими партиями. Также было заявлено о подготовке меморандума о сотрудничестве между двумя партиями и создании гуманитарной группы из представителей обеих политсил.

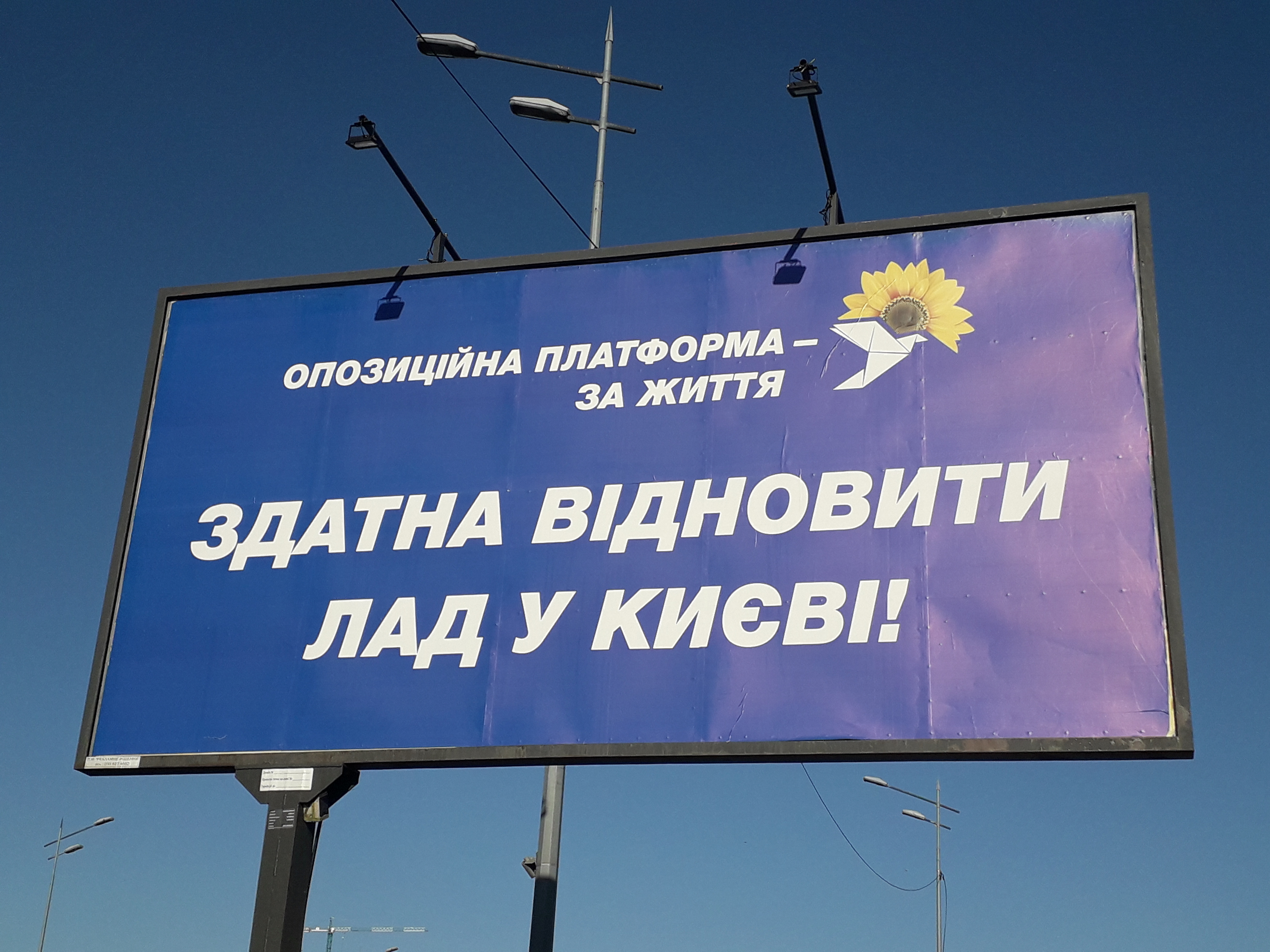
Рекламный щит в Киеве во время выборов в 2020 году

На выборах в парламент 2019 года «Оппозиционная платформа — За жизнь» получила поддержку 13,05 % (1 908 087 голосов) по партспискам, также прошли 6 кандидатов по мажоритарным округам. Таким образом, в Верховной Раде IX созыва партия получила 44 места из 450.
На первом же заседании нового парламента партия перешла в оппозицию. Во время голосования за состав правительства фракция «Оппозиционной платформы — За жизнь» в полном составе не голосовала, сославшись на то, что им не дали ознакомиться с досье кандидатов в министры.
На местных выборах на Украине 2020 ОПЗЖ победила в шести областях, а кандидат в мэры Киева от партии Александр Попов занял второе место, уступив победившему в первом туре Виталию Кличко. Также, криворожский представитель партии победил во втором туре своего соперника от Слуги народа.

### В ходероссийского вторжения (2022), прекращение существования ОПЗЖ
Во время голосования в Верховной Раде 22 февраля 2022 года относительно заявления о признании Россией независимости ДНР и ЛНР большинство депутатов от «Оппозиционной платформы — За жизнь» отсутствовали в зале парламента. Решение поддержали лишь три нардепа от ОПЗЖ. 8 марта вместо Медведчука временным председателем политсовета ОПЗЖ стал Бойко.
Ряд депутатов и мэров ОПЗЖ пошли на сотрудничество с российскими войсками. В частности городской голова Купянска Геннадий Мацегора от ОПЗЖ договорился о мирном вводе российских войск в город.
20 марта 2022 в период вторжения России на Украину деятельность ОПЗЖ и ещё 10 пророссийских партий запретили.
28 марта 2022 анонсированное закрытие партии подтвердил сопредседатель Вадим Рабинович. «Действие партии прекращено! Война меняет все! Мир до 24 февраля и после — это два разных мира», — подчеркнул Рабинович.
14 апреля депутатская фракция ОПЗЖ в Верховной раде была распущена, председатель политсовета партии Юрий Бойко заявил что из депутатов ОПЗЖ будет создана депутатская группа.
21 апреля в Верховной раде Украины IX созыва была создана социал-демократическая и проевропейская депутатская группа «Платформа за жизнь и мир» (ПЗЖМ) в которую вошли 25 депутатов из ОПЗЖ. 22 мая также была создана депутатская группа «Восстановление Украины» нацеленная на поддержку президента Владимира Зеленского и состоящая кроме бывших депутатов ОПЗЖ ещё и с представителей партии «Слуга Народа».
20 июня 2022 года суд запретил деятельность на Украине партии «Оппозиционная платформа — За жизнь».
Несмотря на вышеуказанные события, ряд бывших членов ОПЗЖ, ныне участвующих в депутатской группе «Восстановление Украины» (Валерий Гнатенко, Татьяна Плачкова, Анатолий Бурмич и Александр Лукашев) принимали участие в национальном телемарафон «Единые новости» на государственном телеканале Рада. В то же время за конкретный месяц в эфирах этого СМИ отсутствовали представители Европейской солидарности.
В начале 2023 года Виктор Медведчук (бывший глава политсовета ОПЗЖ) объявил о создании пророссийского политического движения «Другая Украина», куда кроме беглых из Украины политологов и журналистов вошли бывшие представители ОПЗЖ.

## Идеология
По оценке некоторых специалистов, партия фактически декларирует идеологию социал-демократии.

### Позиция партии

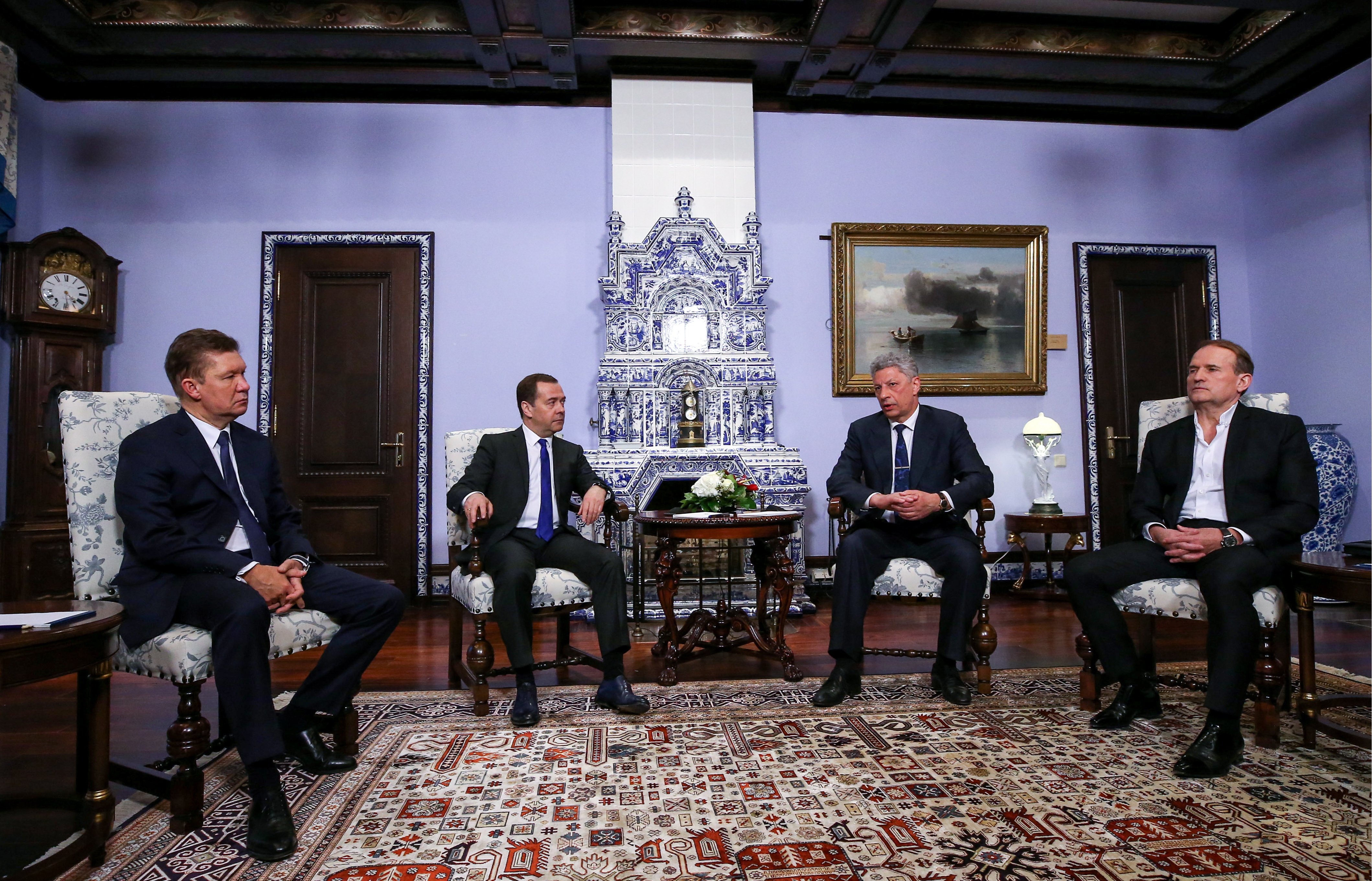
Встреча Председателя Правительства Дмитрия Медведева и председателя правления ПАО «Газпром» Алексея Миллера с кандидатом в президенты Украины Юрием Бойко и главой политического совета украинской партии «Оппозиционная платформа — За жизнь» Виктором Медведчуком. Москва, 10 июля 2019.

Официально партия позиционировалась как антинационалистическая. Противостояла декоммунизации и люстрации. Выступала за дипломатическое решение конфликта в Донбассе, посредством реализации Минских соглашений. Члены партии подчёркивали, что Крым остаётся частью украинского государства.
Значительна часть партийной идеологии была посвящена защите ветеранов советской армии (главным образом, участников Великой Отечественной и Афганской войн), а также исторической памяти. Лидеры политсилы активно пропагандировали празднование Дня Победы и Дня освобождения Украины от фашистских захватчиков.
Группа четырёх телеканалов: «Интер» (вещает полностью), а также «NewsOne», «ZIK» и «112 Украина» (попали под санкции СНБО), которые часто ассоциируют с лидерами партии Виктором Медведчуком (тоже находится под санкциями) и Сергеем Лёвочкиным, соответственно связывают с «Оппозиционной платформой — За жизнь».
30 ноября 2017 года один из руководителей партии на тот момент Евгений Мураев в эфире телеканала «NewsOne» назвал Евромайдан «государственным переворотом», что вызвало скандал и побудило активистов к пикетированию канала с требованием извиниться за пренебрежительные слова о событиях 2014 года и «остановить пророссийские выпады в передачах „NewsOne“». Мураева назвали «реваншистом, который хочет с пророссийскими силами вернуться к власти в Украине. И с такой целью создавался телеканал „NewsOne“».
В декабре 2020 года один из лидеров партии Виктор Медведчук в большом интервью интернет-изданию Шарий.net заявил, что поддерживает федерализацию Украины, дружественные отношения с Россией и другими странами СНГ, Китаем, но в то же время выступает за сотрудничество и с Европейским союзом. Также политик заявил, что начиная с прихода к власти Виктора Ющенко, в стране началось внедрение института внешнего управления США, существование которого в настоящее время вызывает большие опасения. Во время интервью, со стороны Медведчука также неоднократно подвергалась критике нынешняя власть, президент Пётр Порошенко, украинские праворадикалы и окружение президента Виктора Януковича.

## Критика
Согласно декларации, партию «ОПЗЖ» финансирует наибольшее количество олигархов. Известно также, что партия скрыла свои расходы на рекламу в соцсетях во время предвыборной кампании. В 2018 году было открыто уголовное дело из-за того, что партию финансировали фиктивные фирмы.
Председатель исполкома партии Сергей Лёвочкин вместе со своей сестрой являются владельцами более 50 офшорных компаний.
В 2019 году партия задекларировала центральный офис площадью 5 квадратных метров с тремя работниками и 76 миллионами гривен донорских взносов.
Нардеп от ОПЗЖ Олег Волошин заявил в своём Facebook, будто французский депутат Валери Фор-Мунтян предложила привлечь сепаратистов «для лучшей динамики мирного процесса за столом переговоров». Сама Фор-Мунтян возмутилась такому заявлению и опровергла слова Волошина.
Журналисты программы «Наши деньги с Денисом Бигусом» установили в июле 2020 года, что народный депутат из ОПЗЖ Илья Кива получил доход 1,2 миллиона гривен за предыдущий год от сдачи в аренду жомовой ямы в которой хранят отходы производства сахара. Впрочем, она заросла сорняками.

## Нападения
3 июля 2020 года в офис партии ОПЗЖ в Полтаве бросили гранату, пострадала секретарша.
Члены партии неоднократно подвергались нападениям, которые, по сообщениям некоторых СМИ, в определённой степени координируются с органами государственной власти. Нападения происходят на почве предъявляемых обвинений и претензий в отношении деятельности политиков фракции ОПЗЖ в Верховной раде.

## Руководство
- Юрий Бойко — сопредседатель, врио главы политсовета
- Вадим Рабинович — сопредседатель
- Сергей Лёвочкин — председатель исполкома
- Виктор Головко — глава секретариата
- Владимир Кацман — заместитель председателя по работе со СМИ